# Carmen Lynch
Pour les articles homonymes, voir Lynch.
Carmen Dyanne Lynch, née le 8 octobre 1988 en Californie, est une actrice et humoriste américaine.

## Biographie
Née en Californie, Carmen Dyanne Lynch passe une partie de son enfance en Espagne ou sa mère est infirmière et son père un haut amiral américain. Malgré des prédispositions pour la biologie et la chimie, elle sort diplômée en psychologie du Collège de William et Mary à Williamsburg en Virginie.
À la fin de ses études, elle tente le concours d'entrée au FBI, mais échoue lors de l'examen psychologique. L'apprentie comédienne déménage à New York pour démarrer une carrière d'actrice avant de se lancer dans la stand-up et la comédie.

## Carrière professionnelle
Carmen Lynch multiplie les interventions scéniques de The Comedy Store à Los Angeles au The Comedy Cellar de New York. Parallèlement à ses passages sur scène, elle intervient régulièrement à la télévision américaine.
Elle coécrit et joue dans la web-série Apt C3 aux côtés des comédiens et colocataires Chris Vongsawat et Liz Miele. En 2016, elle apparaît au générique de la comédie 2 Self Help Books Away from Being Perfect dirigée par Lopez Williams et lauréate du meilleur format web à l'American Black Film Festival.
Carmen Lynch a également été pigiste pour Mad Magazine, une publication satirique américaine créée par l'éditeur William Gaines.

### Stand-Up
Ses prestations l’amènent à se produire en Espagne. Elle participe notamment au SiTV Latino Laugh Festival et accompagne en tournée le comédien Paul Rodriguez comme l'une des Latinas of Comedy. Elle est intervenue auprès des troupes américaines au Koweït et en Irak.
La comédienne est l'invitée régulière du marathon de l'humour organisé par le talk-show Keith and the Girl.
En 2017, Carmen Lynch édite son premier album Dance Like You Don’t Need the Money réunissant les plus grands moments de ses prestations live.

### Télévision
L'humoriste est arrivée à deux reprises demi-finaliste de l’émission de téléréalité américaine Last Comic Standing diffusée sur NBC. En mars 2016, elle se produit pour la première sur Conan, capsule du présentateur américain Conan O'Brien dédiée aux performances Stand-up.
Carmen Lynch participe à différentes reprises aux plateaux du Late Show with David Letterman, Inside Amy Schumer, The Good Wife, Comedy Central’s Premium Blend ou The Late Late Show with Craig Ferguson.

### Cinéma
En 2014, après avoir tourné dans plusieurs courts métrages, Carmen Lynch incarne son propre personnage dans le film Amira & Sam de Sean Mullin distribué chez Drafthouse Cinemas. À New York, le film conte la romance entre Sam, un soldat américain et Amira, une immigrante illégale arrivée d'Irak. 
En 2017, la réalisatrice Chloë Sevigny réalise son portrait pour la collection Women’s Tales et la marque de prêt-à-porter Miu Miu.

## Filmographie

### Courts métrages
- 2008 : The Ad Game de Jesse Scaturro : Jessica
- 2013 : Everyone Thinks They're Special. Nobody Cares de Dara Bratt : Noah
- 2017 : Carmen de Chloë Sevigny, collection Women’s Tales de Miu Miu : Carmen Lynch

### Télévision
- 2010-2011 : Latino 101 de Jason Nieves et Keu Reyes : Carmen Lynch (6 épisodes)
- 2013 : Wanda Sykes Presents Herlarious de Sally Jo Connor : Carmen Lynch
- 2014 : The Good Wife de Robert King et Michelle King, saison 6
- 2016 : Thingstarter de Kirk Larsen : Carmen Lynch

### Cinéma
- 2014 : Amira & Sam de Sean Mullin : Carmen Lynch

### Web séries
- 2013 : Apt C3, de Carmen Lynch, Chris Vongsawat et Liz Miele : Carmen Lynch
- 2016 : 2 Self Help Books Away from Being Perfect de Lopez Williams : Inside Amy Schumer, Conan, Colbert Report

## Discographie
2017 : Dance Like You Don’t Need the Money,  Carmen Lynch